# Szlovák kerületek zászlóinak képtára
Ez a galéria Szlovákia 8 kerületének zászlóit mutatja be.

Pozsony (1)
Nagyszombat (2)
Trencsén (3)
Nyitra (4)
Zsolna (5)
Besztercebánya (6)
Eperjes (7)
Kassa (8)